# Оптична вісь

Оптична вісь (збігається з червоним променем) та симетричні щодо неї промені (пара синіх та пара зелених), що проходять через різні лінзи.

Оптична вісь — загальна вісь обертання поверхонь, що складають центровану оптичну систему (лінзу, фотографічний об'єктив).
Для лінзи або опуклого чи випуклого дзеркала, оптична вісь — це пряма, яка є віссю симетрії поверхонь заломлення лінзи чи поверхні віддзеркалення дзеркала, і проходить через центри цих поверхонь перпендикулярно до них. Оптична система, утворена сферичними, зокрема, плоскими, поверхнями, називається центрованою, якщо центри всіх поверхонь знаходяться на одній прямій. Ця пряма називається оптичною віссю системи.